# Jälgimäe
Jälgimäe är en by i Estland. Den ligger i Saku kommun och i landskapet Harjumaa. Antalet invånare var 289 år 2011.
Jälgimäe ligger 41 meter över havet och terrängen runt byn är mycket platt. Runt Jälgimäe är det ganska glesbefolkat, med 32 invånare per kvadratkilometer. Närmaste större samhälle är Tallinn, 15 km nordost om Jälgimäe. I omgivningarna runt Jälgimäe växer i huvudsak blandskog.